# Afonso Fernández Cubel
Afonso Fernandez Cubel fue un trovador portugués de los siglos XIII y XIV perteneciente a la lírica gallego-portuguesa.

## Biografía
Por la rúbrica de su composición se le atribuye la condición de caballero. Algunos investigadores creen que se trata del trovador Afonso Fernandez Cebolhilha. Sin embargo, estudiosos como António Resende de Oliveira sostienen que se tratan de dos autores diferentes. Resende de Oliveira localizó un Estevan Cubel que podría ser hermano del trovador en documentación de 1288, en base a ello, fija su procedencia en una familia de caballeros asentada en el Norte de Portugal.  

## Obra
Tan solo se conserva una cantiga de escarnio y maldecir contra el rey, puede ser dirigida a Alfonso III o Don Dinís, sin embargo, Vicenç Beltran sugiere que sería Alfonso X y no una queja personal del autor, sino una crítica a las políticas que provocaron rebeliones por parte de algunos nobles durante su reinado.